# El Cuervo de Sevilla

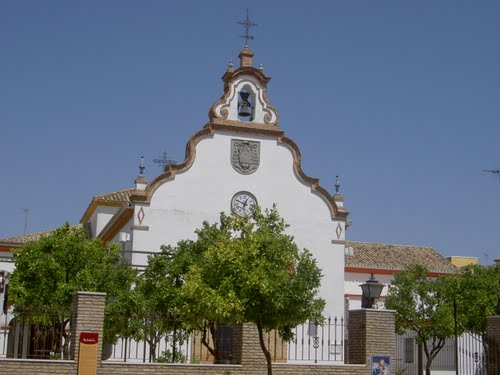
Chiesa di El Cuervo de Sevilla

El Cuervo de Sevilla è un comune spagnolo di 7 657 abitanti situato nella comunità autonoma dell'Andalusia.

Il comune venne creato il 19 dicembre 1992 come distaccamento da Lebrija.